# Lac de Castet
Pour les articles homonymes, voir Castet.
Le lac de Castet est un lac de barrage français des Pyrénées, dans le département des Pyrénées-Atlantiques et la région Nouvelle-Aquitaine, à proximité du village de Castet, en vallée d'Ossau.

## Géographie
Le barrage est construit au milieu du XXe siècle sur le gave d'Ossau et alimente une centrale hydroélectrique de basse chute (4 m), d'une puissance de 1 800 kW, propriété de la Société hydroélectrique du Midi (SHEM). Des opérations périodiques de vidange totale du lac sont effectuées pour vérifier l'état du barrage.

## Particularités
Le lac est peuplé de truites fario, de vairons, d'anguilles et de gardons. Des activités touristiques et sportives sont proposées à proximité. 
Un espace muséographique lui est consacré par la commune de Laruns.